# Josh Chomik
Josh Chomik (nacido el 24 de agosto de 1992), más conocido por su seudónimo Thecomputernerd01, es una personalidad de YouTube estadounidense conocido por su comedia musical. Es particularmente conocido por su parodia musical y vídeos sobre anuncios que son beneficiosos para compañías como Coca-Cola, para recaudar dinero para la universidad. Él actualmente reside en Nueva Jersey.
Del trabajo de Chomik, Fiona Zublin, de The Washington Post, comentó que sus actuaciones parecen ser "absurdas".
Actualmente tiene 1 millón de suscriptores en su canal de YouTube.
Chomik reveló en un episodio de Youtubers React que él es cristiano.